# لورانس روبرتس (منافس ألعاب قوى)
لورانس روبرتس (بالإنجليزية: Lawrence Roberts)‏ هو منافس ألعاب قوى جنوب أفريقي، ولد في 1 يوليو 1903، وتوفي في 8 مارس 1977.

## وصلات خارجية
- لورانس روبرتس على موقع أوليمبيديا (الإنجليزية)